# فيتري
فيتري (بالفرنسية: Vitré) مدينة ووحدة إدارية فرنسية تقع مقاطعة إل إت فيليان في بريتاني. حصلت فيترى -التي كانت ولاية حتى عام 1926 م، ولبلدة الرئيسية في كانتون يقطنه ما يقارب 18,000 نسمة، والتي تقع عند التقاء النورمندي وماين وآنجو- حصلت على لقب بلدة الفن والتاريخ بسبب تراتها الغني.

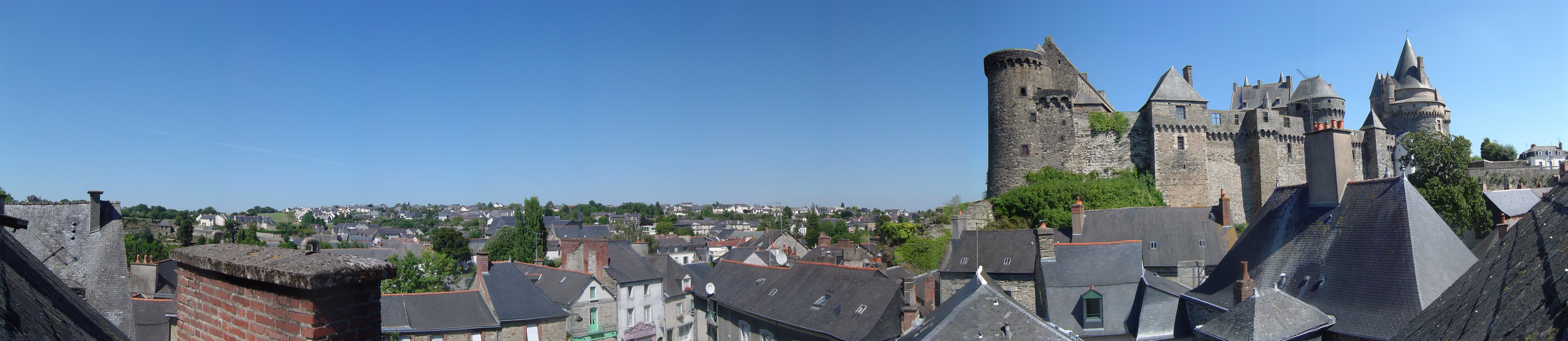
قلعة فيتري المطلة على وادي فيليان والربع الشمال من فيتري.

## المناخ
يظهر الجدول التالي التغييرات المناخية على مدار السنة لفيتري:
| البيانات المناخية لـفيتري         | البيانات المناخية لـفيتري | البيانات المناخية لـفيتري | البيانات المناخية لـفيتري | البيانات المناخية لـفيتري | البيانات المناخية لـفيتري | البيانات المناخية لـفيتري | البيانات المناخية لـفيتري | البيانات المناخية لـفيتري | البيانات المناخية لـفيتري | البيانات المناخية لـفيتري | البيانات المناخية لـفيتري | البيانات المناخية لـفيتري | البيانات المناخية لـفيتري |
| الشهر                             | يناير                     | فبراير                    | مارس                      | أبريل                     | مايو                      | يونيو                     | يوليو                     | أغسطس                     | سبتمبر                    | أكتوبر                    | نوفمبر                    | ديسمبر                    | المعدل السنوي             |
| --------------------------------- | ------------------------- | ------------------------- | ------------------------- | ------------------------- | ------------------------- | ------------------------- | ------------------------- | ------------------------- | ------------------------- | ------------------------- | ------------------------- | ------------------------- | ------------------------- |
| متوسط درجة الحرارة الكبرى °م (°ف) | 8 (46)                    | 9.1 (48.4)                | 11.8 (53.2)               | 14.3 (57.7)               | 17.8 (64.0)               | 21.2 (70.2)               | 23.7 (74.7)               | 23.2 (73.8)               | 21.1 (70.0)               | 16.7 (62.1)               | 11.5 (52.7)               | 8.7 (47.7)                | 15.6 (60.1)               |
| متوسط درجة الحرارة الصغرى °م (°ف) | 2.1 (35.8)                | 2.4 (36.3)                | 3.5 (38.3)                | 5.3 (41.5)                | 8.2 (46.8)                | 11.1 (52.0)               | 13 (55)                   | 12.8 (55.0)               | 11.1 (52.0)               | 8.3 (46.9)                | 4.8 (40.6)                | 3 (37)                    | 7.1 (44.8)                |
| الهطول مم (إنش)                   | 61.5 (2.42)               | 51.6 (2.03)               | 49.5 (1.95)               | 44.3 (1.74)               | 58.1 (2.29)               | 45.4 (1.79)               | 43.5 (1.71)               | 46.7 (1.84)               | 55.9 (2.20)               | 65.5 (2.58)               | 67.6 (2.66)               | 68.4 (2.69)               | 657.9 (25.90)             |
| ساعات سطوع الشمس الشهرية          | 67.8                      | 81.3                      | 131.2                     | 162.4                     | 182.6                     | 222.0                     | 214.6                     | 204.1                     | 185.4                     | 111.8                     | 88.9                      | 74.0                      | 1٬726٫1                   |
| المصدر: Météo France              |                           |                           |                           |                           |                           |                           |                           |                           |                           |                           |                           |                           |                           |

## توأمة
لفيتري اتفاقيات توأمة مع كل من:
- هلمشتيت
- ليمينغتون [الإنجليزية]‏
- تيربون
- جني
- فايلاجويوسا/لا فايلا جوايوسا
- غريس
- شورودا فيلكوبولسكا
- Tălmaciu [الإنجليزية]‏

## أعلام
- رينيه أليكساندر
- كلود إتيان سافاري
- باسكال روبرت